# Xylopteryx gibbosa
Xylopteryx gibbosa là một loài bướm đêm trong họ Geometridae.